# Andrij Marczenko
Andrij Wiktorowycz Marczenko, ukr. Андрій Вікторович Марченко, ros. Андрей Викторович Марченко, Andriej Wiktorowicz Marczenko (ur. 4 października 1968) – ukraiński piłkarz, grający na pozycji pomocnika.

## Kariera piłkarska

### Kariera klubowa
Karierę piłkarską rozpoczął w drużynie rezerwowej Szachtara Donieck, skąd przeszedł do Szachtiora Szachty. W maju 1990 przyszedł do Worskły Połtawa. W 1992 został piłkarzem Kreminia Krzemieńczuk, ale na początku 1993 roku powrócił do Worskły Połtawa. Potem występował w klubach Torpeda Zaporoże, Ełektron Romny i Nywa Winnica. W 2001 zakończył karierę piłkarską.

## Sukcesy i odznaczenia

### Sukcesy klubowe
- brązowy medalista Mistrzostw Ukrainy: 1997